# Quận Union, Georgia
Quận Union là một quận trong tiểu bang Georgia, Hoa Kỳ. Quận lỵ đóng ở thành phố Blairsville 6. Theo điều tra dân số năm 2000 của Cục điều tra dân số Hoa Kỳ, quận có dân số 17.289 người 2.
Ước tính năm 2007 quận có dân số 20.968 người.

## Thông tin nhân khẩu
Theo điều tra dân 2 năm 2000, đã có 17.289 người, 7.159 hộ, và 5.211 gia đình sống trong quận. Mật độ dân số là 54 người cho mỗi dặm vuông (21/km ²). Có 10.001 đơn vị nhà ở với mật độ trung bình là 31 cho mỗi dặm vuông (12/km ²). Cơ cấu chủng tộc của quận gồm 97,94% người da trắng, 0,58% da đen hay Mỹ gốc Phi, 0,25% người Mỹ bản xứ, 0,23% người châu Á, 0,02% người đảo Thái Bình Dương, 0,24% từ các chủng tộc khác, và 0,74% từ hai hoặc nhiều chủng tộc. 0,88% dân số là người Hispanic hay Latino thuộc chủng tộc nào.
Có 7.159 hộ, trong đó 24,80% có trẻ em dưới 18 tuổi sống chung với họ, 62,90% là các cặp vợ chồng sống với nhau, 7,10% có chủ hộ là nữ không có mặt chồng, và 27,20% là không lập gia đình. 24,20% của tất cả các hộ gia đình đã được tạo thành từ các cá nhân và 12,00% có người sống một mình 65 tuổi trở lên đã được người. Bình quân mỗi hộ là 2,35 và cỡ gia đình trung bình là 2,77.
Trong quận dân số có độ tuổi với 20,00% ở độ tuổi dưới 18, 6,60% 18-24, 23,60% 25-44, 28,20% 45-64, và 21,60% 65 tuổi trở lên. Tuổi trung bình là 45 năm. Cứ mỗi 100 nữ có 96,60 nam giới. Cứ mỗi 100 nữ 18 tuổi trở lên, đã có 94,60 nam giới.
Thu nhập trung bình cho một hộ gia đình trong quận đã được $ 31.893, và thu nhập trung bình cho một gia đình là $ 39.776. Nam giới có thu nhập trung bình $ 29.127 so với 20.871 $ cho phái nữ. Thu nhập trên đầu cho các quận được $ 18.845. Giới 9,30% gia đình và 12,50% dân số sống dưới mức nghèo khổ, trong đó có 13,10% những người dưới 18 tuổi và 15,90% có độ tuổi từ 65 trở lên. 